# Lorengau
Lorengau è una cittadina della Papua Nuova Guinea capoluogo della Provincia di Manus. Conta 5 829 abitanti.